# Dauphiné d'Auvergne
Pour les articles homonymes, voir Auvergne (homonymie).
Cet article concerne le Dauphiné d'Auvergne. Pour l'Etat féodal d'Empire, voir Dauphiné de Viennois. Pour les homonymes, voir Dauphiné.

Armes des dauphins d'Auvergne : d'or au dauphin pâmé d'azur.

Le dauphiné d'Auvergne (Daufinat en occitan) est une région historique et une ancienne principauté féodale d'Auvergne.

## Géographie
Elle est composée de deux grandes zones géographiques : une première, septentrionale, en forme de croissant, part de Crocq, en Creuse, pour rejoindre le sud des Combrailles autour de Pontgibaud, là où la seconde partie s'étend au sud du département du Puy-de-Dôme, entre les massifs des Monts Dore, du Cézallier et le Val d'Allier, abritant une série de plateaux volcaniques, entaillés par des rivières au cours torrentiel qui vont se jeter dans l'Allier. Au fil des siècles, profitant des escarpements rocheux ou d'une exposition au midi, châteaux, églises et villages se sont perchés ou blottis, développant autour d'eux des paysages de terrasses pour accueillir vergers et vignobles.

## Histoire

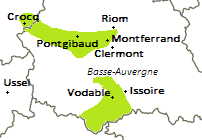
Carte du dauphiné d'Auvergne au XIIIe siècle.

Ces terres portaient au Moyen Âge le nom de dauphiné d'Auvergne. Celui-ci naquit au milieu du XIIe siècle, à la suite d'une division du comté d'Auvergne au cours de laquelle Guillaume VII le Jeune, héritier légitime du comté, n'obtint que ce petit territoire.
Son fils, Robert Ier, portait le second prénom de Dauphin. Celui-ci, en usage dans la famille des comtes d'Albon et de Viennois, fut introduit dans celles des comtes d'Auvergne par un mariage entre ces deux familles. Très rapidement, Robert Ier et ses descendants vont transformer ce prénom en titre de dignité féodale et porter le cétacé homonyme sur leurs armoiries.
Les dauphins s'installèrent à la fin du XIIe siècle, et pour plus de deux cents ans, au cœur de leurs terres, au château de Vodable,.